# 阿明狼競技場
阿明狼競技場（德語：Armin-Wolf-Arena）是位于德国巴伐利亞州雷根斯堡的棒球场。它建于 1996 年，可容纳 3,100 名观众。它举办了德甲棒球的雷根斯堡布赫賓德軍團 的主场比赛并曾举办过2009年棒球世界杯、2013年世界棒球经典赛的德国资格赛及2023年世界棒球經典賽資格賽。

## 使用球隊
雷根斯堡布赫宾德军团